# Orvar Löfgren

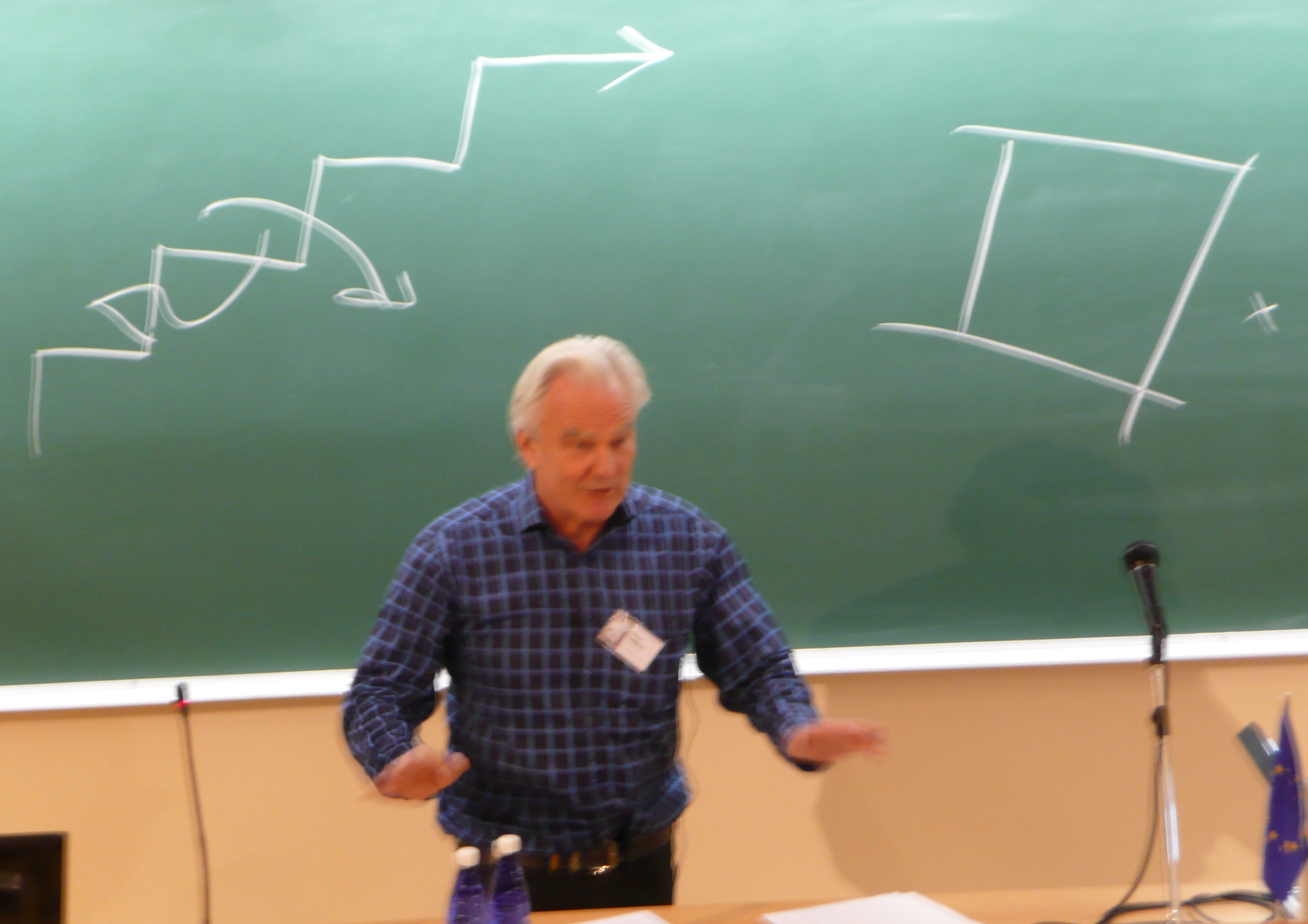
Orvar Löfgren

Orvar Löfgren (* 2. Oktober 1943) ist ein schwedischer Ethnologe und Kulturanthropologe.
Löfgren ist emeritierter Professor an der Universität Lund. In den Jahren 1983, 1986 und 1997 hatte er Gastprofessuren an der University of California. Löfgren befasst sich mit Konsum und den Medien. Darüber hinaus hat er zu Fragen der nationalen Identität und zur transnationalen Mobilität, z. B. in den Bereichen Tourismus und Reisen, geforscht.
In Deutschland erschien 2012 sein Werk Nichtstun – Eine Kulturanalyse des Ereignislosen und Flüchtigen zusammen mit Billy Ehn.